# Vilhelm Wohlert

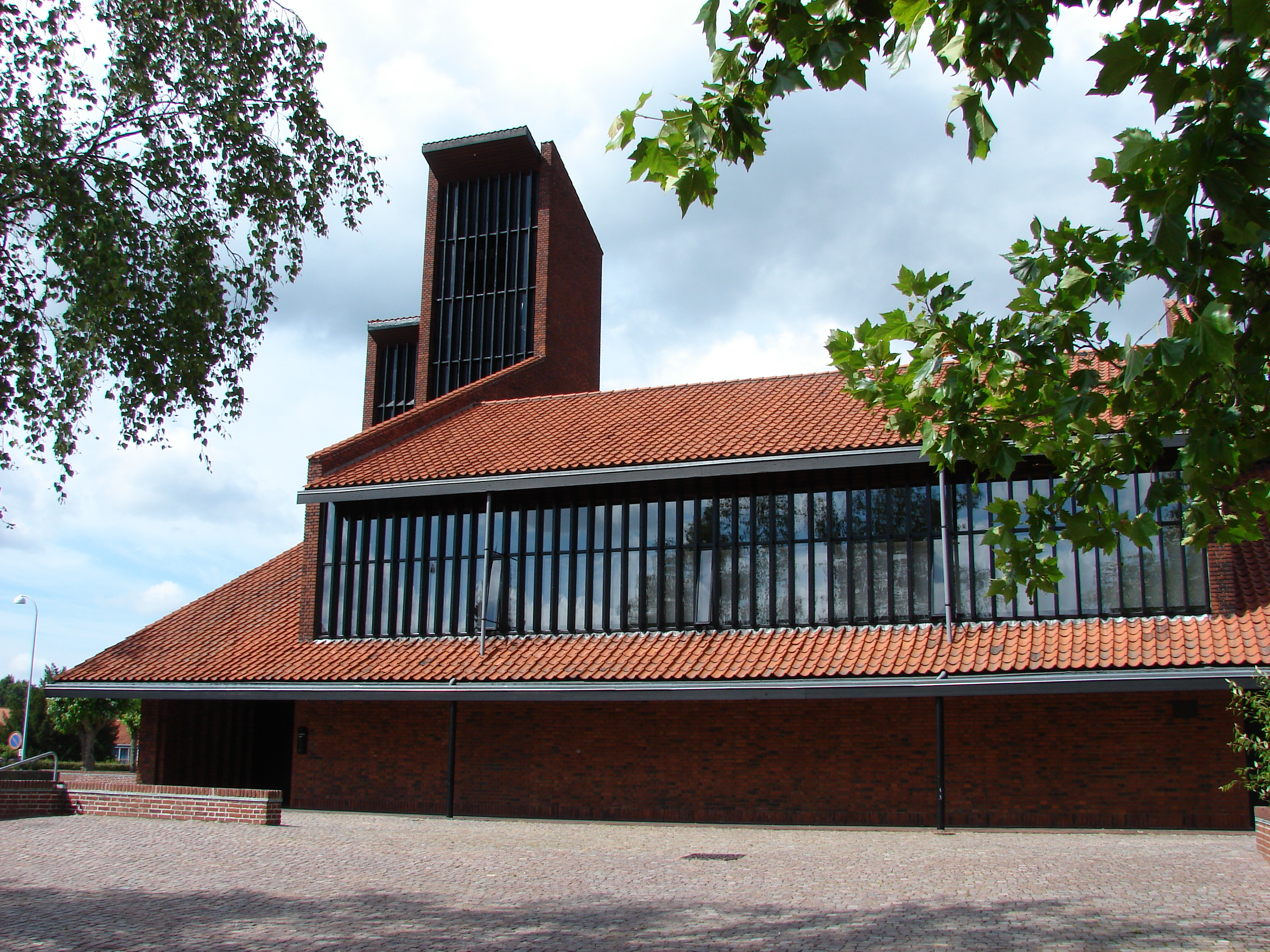
Stengård Kirke från 1962.

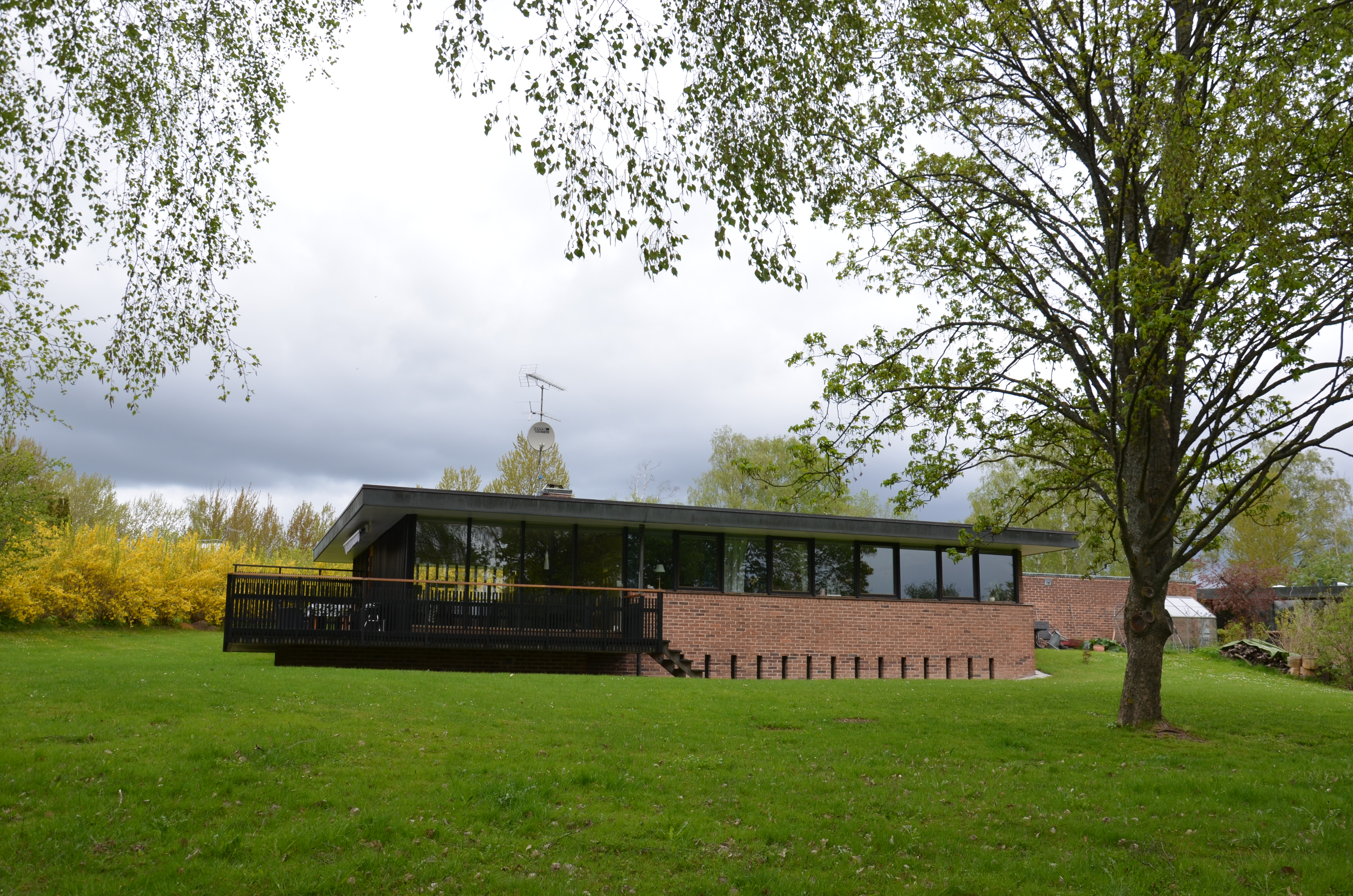
Nordengatan 7 i Norrköping.

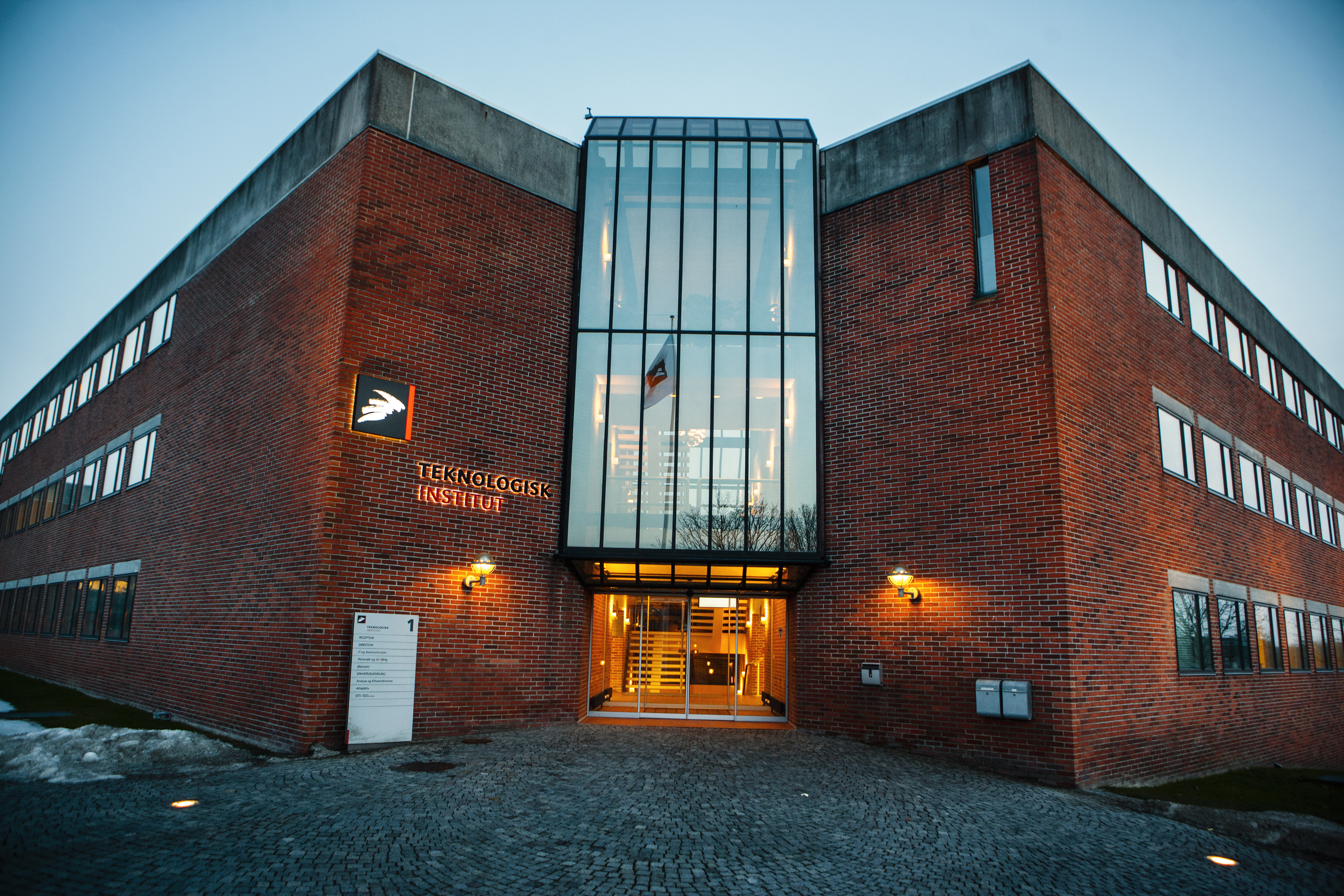
Teknologisk Instituts huvudkontor i Taastrup i Danmark.

Vilhelm Wohlert, född 27 maj 1920, död 10 maj 2007, var en dansk arkitekt och professor. 
Vilhelm Wohlert utbildade sig vid Kunstakademiets Arkitektskole och grundade efter examen 1944 arkitektfirman Bo og Wohlert tillsammans med Jørgen Bo. Arkitektkontorets mest kända verk är konstmuseet Louisiana i Humlebæk norr om Köpenhamn som Vilhelm Wohlert arbetade med från 1957 och framåt. 
Vilhelm Wohlert var också professor vid Kunstakademiets Arkitektskole 1968–1969. Bland hans och Jørgen Bo övriga verk finns Stengård Kirke från 1962 och de två villorna Nordengatan 5 och 7 i Norrköping som uppfördes för Norrköpingsutställningen 1964.

## Utmärkelser
- K.A. Larssens og Hustru L.M. Larssens født Thodbergs Legat,  1952
- Træprisen, med  Jørgen Bo,  1958[6]
- Eckersbergmedaljen,  1958[6]
- Riddare av Dannebrogorden,  1974[7]
- C.F. Hansen-medaljen,  1979
- Dreyers Fonds Hæderspris,  1982[8]

[Redigera Wikidata]